# Macrocera gemagea
Macrocera gemagea är en tvåvingeart som beskrevs av Bechev 1991. Macrocera gemagea ingår i släktet Macrocera och familjen platthornsmyggor.
Artens utbredningsområde är Bulgarien. Inga underarter finns listade i Catalogue of Life.